# 龙冈城
龙冈城（日语：／）是位于日本长野县佐久市的城堡，现仅存遗迹。该城筑于江户幕府末期，曾经是龙冈藩（亦称田野口藩）的藩厅所在地。它是日本仅有的两座星形要塞之一。别名为龙冈五稜郭（因函馆的五稜郭在前）和桔梗城。本城为日本国史迹。

## 历史
文久3年（1863年），三河国奥殿藩藩主松平乘谟自江户幕府获准将藩厅从迁移至信浓国佐久郡的分领，以及在当地新建阵屋。
奥殿藩的藩厅原本在三河国的奥殿阵屋（今爱知县冈崎市奥殿町），但其领地的大部分位于信浓国佐久郡，为统治领内的25个村，在佐久也设有阵屋。奥殿藩久有迁藩厅至佐久郡的意愿，当幕府的文久改革实施，对大名参勤交代的要求随之放宽，便借此良机提出了迁厅的申请。幕末当时，国内各势力矛盾激化，情势紧张，迁厅至信浓国也有从领地狭小的奥殿撤出，从而躲避东海道一触即发的动乱的用意。
松平乘谟热心于西洋军事理论，对适应炮击战的新式城塞设计有所了解，故而将新的阵屋设计为稜堡式城郭。文久3年（1863年11月），在多个备选地址中，正式确定佐久郡田野口村为筑城地点。元治元年（1864年）3月，筑城开始（一说1863年11月）。
筑城花费共4万两。庆应2年（1866年）12月，石垣和土垒竣工，庆应3年（1867年）4月，城郭内的御殿完工。完工时允许领民与藩士前去参观。然而，由于藩主乘谟就任老中格陆军总裁之职（当时陆军最高职位），经济上和精力上都捉襟见肘，故而被迫做出了简化石垣等调整，与原本的设计相比，多有削减之处。
庆应4年（1868年），奥殿藩改名为龙冈藩。明治初期，龙冈藩废藩，1872年，龙冈城的建筑物被拆除之后以拍卖处置。堀也遭填埋，直至昭和初年，由当地居民修复。
位于城迹的御所台橹，自1875年开始由田野口村的尚友学校使用。此后，一直由小学校使用至今。
1934年，以“龙冈城迹”之名被指定为国家史迹。

## 建筑
龙冈城始建于函馆的五稜郭竣工3年后。总面积为20075坪（约6万6千平方米），不到函馆五稜郭的四分之一。
当初完工之时，内郭的中央部建有藩主的宅邸和政厅，正门和通用门位于东北和东南城壁的凹面，在西北和东南偏南的城壁凹面也设有非常用门，以备不时之需。城内还有藩士的长屋及火药库、太鼓楼、历代藩主祠堂和稻荷社等。
尽管龙冈城具有5个棱堡，仅仅西南角的棱堡上设置了一座炮台，水堀宽4～5间（间为日本长度单位，此处约7～9米），也比传统的日式城堡的水堀窄一些。北面的一半和东面未开掘水堀，南面有一半并未注水，为空堀。从城塞后方的山丘上可以将城内状况一目了然，以要塞而论这也是明显的缺点。研究者一坂太郎推测是因为藩主松平乘谟出于对西洋筑城术在学术上的兴趣，即便牺牲了一些实用性，也愿意坚持稜堡式的设计，作为藩主的居城。

### 遗构

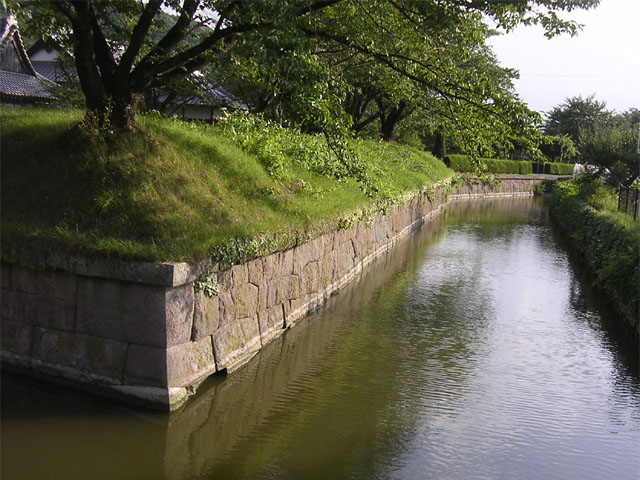
水堀（护城河）

目前城址现存稜堡式的石垣和水堀以及御台所橹。废城之后，城内大部被转用作农地，御台所橹也被用作农机具仓库。1875年起，御台所橹成为小学校舍，直至今日。御台所橹原本位于现在位置的对面，1929年迁移到现址。
原属龙冈城的一些建筑被移筑到了城外。大广间现在是佐久市鸣濑落合的时宗寺本堂，东通用门现为佐久市野泽的成田山药师寺所使用。药医门和围墙移筑于私人宅邸。
正门（大手门）外的位置现有名为“佐久市历史之乡五稜郭相逢之馆”的展室，陈列龙冈城相关的资料。御台所橹的内部允许参观，需要预约。